# Pahwuwi
Der Pahwuwi (indonesisch Gunung Pahwuwi) ist ein Berg im Norden der indonesischen Insel Damar. Er erreicht eine Höhe von 534 m. Er bildet damit den dritthöchsten Punkt der Insel. Südöstlich fließt der Ajerkotta an ihm vorbei. Orte in seiner Umgebung sind Batumerah, Kuay Melu und Kumur.